# Golpe de Estado en Irak de 1941
El golpe de 1941 en Irak, también llamado golpe de Rashid Ali Al-Gaylani o golpe del Cuadrado Dorado, fue un golpe nacionalista ocurrido en el Reino de Irak durante la Segunda Guerra Mundial. Llevado a cabo el 1 de abril de 1941, derrocó al régimen probritánico de Abdelilah ben Ali el-Hashemi y su primer ministro Nouri al-Said e instaló un régimen pro-Eje con Rashid Ali al-Gaylani como primer ministro.
El golpe estuvo liderado por cuatro generales del Ejército Nacionalista Iraquí, conocido como el "Cuadrado de Oro", que pretendía utilizar la guerra para presionar por la plena independencia de Irak tras la limitada independencia concedida en 1932. Para ello, colaboraron con los servicios de inteligencia alemanes y aceptaron ayuda militar de la Alemania nazi y la Italia fascista. El cambio de gobierno tuvo como consecuencia la invasión británica de Irak y posterior ocupación hasta 1947.

## Golpe de Estado
De 1939 a 1941, un gobierno probritánico liderado por el regente 'Abd al-Ilah y el primer ministro Nouri as-Said gobernó Irak. Irak rompió relaciones con Alemania el 5 de septiembre de 1939, tras el estallido de la Segunda Guerra Mundial en Europa. Sin embargo, Nuri tuvo que andar con cuidado debido a su estrecha relación con Gran Bretaña y su dependencia de oficiales del ejército y miembros del gabinete proalemanes. En ese momento, Irak se convirtió en un refugio para los líderes árabes que huían del Mandato Palestino tras la fallida revuelta árabe palestina contra los británicos. Entre las figuras clave que llegaron se encontró el Gran Muftí de Jerusalén, Haj Amin al-Husseini, líder nacionalista árabe palestino de la revuelta abortada.
El golpe se lanzó el 1 de abril de 1941 derrocando al regente e instalando a Rashid Ali al-Gaylani como primer ministro.